# Paradoks Leontiefa
Paradoks Leontiefa (ang. Leontief’s paradox) – zaprzeczenie twierdzeniu Heckschera-Ohlina (znanemu także jako teoria obfitości zasobów), które postulował Wassily Leontief w latach czterdziestych XX wieku, stosując metodę przepływów międzygałęziowych w celu weryfikacji empirycznej wyżej wspomnianego twierdzenia. Leontief starał się sprawdzić, czy w strukturze handlu zagranicznego USA teoria Heckschera-Ohlina znajduje odbicie, czyli prościej rzecz ujmując, czy w eksporcie tego kraju dominują wyroby kapitałochłonne, a w imporcie pracochłonne, jako że USA to państwo o gospodarce dysponującej dobrami kapitałowymi, a nie siłą roboczą.
Leontief dysponował danymi empirycznymi tylko odnośnie do kapitało- i pracochłonności eksportu amerykańskiego, natomiast w stosunku do importu posiłkował się danymi statystycznymi.
Wyniki analizy Leontiefa wskazały na to, że eksport amerykański w 1947 roku okazał się o około 1/3 bardziej pracochłonny niż produkcja w branżach konkurujących z importem. Wydawało się, że wbrew założeniom teorii obfitości zasobów Stany Zjednoczone eksportują produkty, dla których produkcji potrzeba stosunkowo więcej zasobów pracy, a importują te, do których zużywa się relatywnie więcej czynnika produkcji, którego państwo to ma pod dostatkiem – kapitału. Powtórne badania na początku lat pięćdziesiątych także wskazały na tę właściwość gospodarki amerykańskiej, choć z mniejszą intensywnością.
Zważywszy na to, że teoria obfitości zasobów Heckschera-Ohlina była w owym czasie powszechnie akceptowana przez środowiska naukowe, wyniki badań empirycznych Leontiefa spowodowały dwie czynności: po pierwsze, próbowano jakoś wyjaśnić ten paradoks, a po drugie, rozpoczęły się kolejne badania empiryczne. W literaturze ekonomicznej zaproponowano kilka możliwych wytłumaczeń paradoksu. Należą do nich: różnice w technologii stosowanej w porównywanych gospodarkach; ograniczenie analizy do dwóch czynników produkcji; heterogeniczność siły roboczej pod względem stopnia skomplikowania wykonywanej pracy (skilled/unskilled labor); ograniczenia w handlu międzynarodowym (cła).